# Franz Illig
Franz Illig (* 22. Jänner 1908 in Straßwalchen; † 27. Jänner 1991 in Salzburg) war ein österreichischer Politiker (SPÖ) und Volksschuldirektor. Er  war von 1945 bis 1969 Abgeordneter zum Salzburger Landtag und von 1945 bis 1959 Erster Landtagspräsident-Stellvertreter.

## Ausbildung und Beruf
Illig besuchte nach der Volksschule in Straßwalchen die Bürgerschule in Salzburg und absolvierte ab 1923 die Bundeslehrerbildungsanstalt in Salzburg. Nachdem er 1927 die Matura abgelegt hatte, arbeitete er als Lehrer in Plainfeld und Zinkenbach (heute Abersee). Zwischen 1932 und 1942 unterrichtete er in Tweng und war nebenberuflich als Gemeindesekretär von Tweng beschäftigt. Er leistete zwischen 1942 und 1945 seinen Kriegsdienst im Zweiten Weltkrieg ab und wurde nach seiner Rückkehr aus dem Krieg 1945 Volksschullehrer in Mariapfarr. Er unterrichtete bis 1947 in Mariapfarr und übernahm in diesem Jahr die Funktion des Volksschuldirektors von Mariapfarr. Illig blieb bis zu seiner Pensionierung 1970 als Volksschuldirektor in Mariapfarr beschäftigt.

## Politik und Funktionen
Illig war 1945 kommissarischer Bürgermeister von Tweng und wurde 1949 in den Gemeinderat von Mariapfarr gewählt. Er wirkte dort von 1949 bis 1964 sowie von 1969 bis 1971 als Vizebürgermeister und war dazwischen Mitglied des Gemeinderates. Innerparteilich war er ab 1949 als Bezirksparteivorsitzender der SPÖ Lungau aktiv, zudem engagierte er sich von 1957 bis 1960 als Bezirksobmann der Freien Lehrervereinigung Lungau. Zudem war er zwischen 1957 und 1958 Mitglied des Landesausschusses der Salzburger Kinderfreunde. Er wurde am 12. Dezember 1945 zum Abgeordneten des Salzburger Landtags angelobt und am selben Tag zum Ersten Landtagspräsidenten-Stellvertreter gewählt. Er blieb bis zum 2. Juli 1959 in diesem Amt und schied am 13. Mai 1969 aus dem Landtag aus. 

## Auszeichnungen
- Großes Goldenes Ehrenzeichen für Verdienste um die Republik Österreich (1955)
- Goldenes Verdienstzeichen des Landes Salzburg (1970)
- Ehrenring der Gemeinde Mariapfarr (1975)